# 科爾維茨科耶湖
科爾維茨科耶湖是俄羅斯的大型淡水湖，位於摩爾曼斯克州內的科拉半島西南部，屬於白海流域，海拔高度61米，面積121平方公里，最大水深20米，湖水主要來自溶雪，從科爾維察河流出，在每年10月至11月開始結冰，直至翌年5月至6月上旬。